# Idaea japonica
Idaea japonica là một loài bướm đêm trong họ Geometridae.